# Sellafield

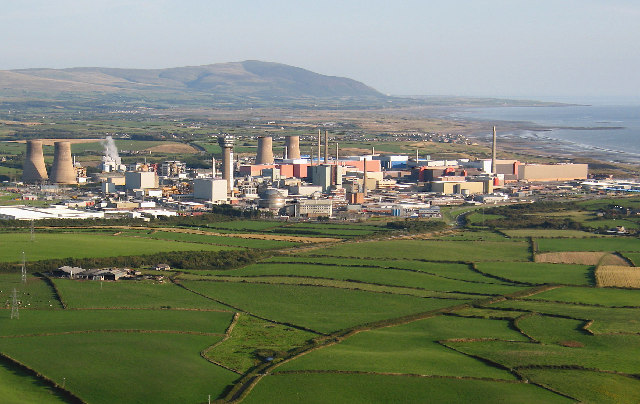
Flygfoto från 2005.

Sellafield är en plats för upparbetning av militära och civila radionuklider nära orten Seascale i Cumbria i North West England, Storbritannien. I området där Sellafield ligger finns och har funnits flera olika anläggningar med anknytning till kärnbränslen. Fram till 1981 kallades anläggningen Windscale and Calder Works efter andra orter i området.

## Anläggningar

### Vapenplutonium
I det brittiska kärnvapenprogrammet på 1950 och 1960-talet byggdes här två luftkylda grafitreaktorer för tillverkningen av plutonium-239. Vid tillverkningen pumpades radioaktiva ämnen ut i Irländska sjön. Även de nyare anläggningarna har kritiserats för att förorena havet. Enligt Greenpeace är Irländska sjön det mest radioaktivt kontaminerade havet i världen.
År 1957 utbröt en brand i den grafitmodererade reaktorn ”Windscale”. Windscaleolyckan frigjorde ungefär 1 000 TBq radioaktivt material, däribland ca 600 TBq jod-131 med halveringstid på 8 dagar. Händelsen räknas som en av de värsta kärnreaktorolyckorna före Tjernobylkatastrofen. Den har i efterhand klassats som en femma på den sjugradiga INES-skalan, som började användas 1990.

### Calder Hall kärnkraftverk
Här låg även Calder Hall, världens första kommersiella kärnkraftverk med fyra magnoxreaktorer om initialt 60 MWe vardera, som togs i drift 1956. Anläggningen togs ur drift den 31 mars 2003. Den 29 september 2007 revs två av fyra kyltorn.

### THORP
THORP (akronym av Thermal Oxide Reprocessing Plant) byggdes 1983–1992, togs i drift 1994, och används till upparbetning av kärnbränsle från reaktorer i flera olika länder.
I september 2004 drog Europeiska kommissionen Storbritannien inför EG-domstolen med anklagelse om brott mot euratomfördraget. Kommissionen menade att anläggningen hade så höga strålningsnivåer och dåliga siktförhållanden att de besiktningar som är föreskrivna för upparbetningsanläggningar inte kan genomföras.
Den 14 november 2018 tillkännagavs att THORPs verksamhet hade avslutats efter 24 år och intäkter på 9 miljarder pund. Anläggningen kommer att användas för att lagra använt kärnbränsle fram till 2070-talet.